# Емерцхаузен
Емерцхаузен (њем. Emmerzhausen) општина је у њемачкој савезној држави Рајна-Палатинат. Једно је од 119 општинских средишта округа Алтенкирхен (Вестервалд). Према процјени из 2010. у општини је живјело 740 становника. Посједује регионалну шифру (AGS) 7132026.

## Географски и демографски подаци
Емерцхаузен се налази у савезној држави Рајна-Палатинат у округу Алтенкирхен (Вестервалд). Општина се налази на надморској висини од 480 метара. Површина општине износи 7,1 km². У самом мјесту је, према процјени из 2010. године, живјело 740 становника. Просјечна густина становништва износи 105 становника/km².